# راب مارشال
راب مارشال (به انگلیسی: Rob Marshall) (زاده ۱۷ اکتبر ۱۹۶۰) کارگردان، تهیه‌کننده و طراح رقص آمریکایی فیلم و تئاتر است. او بیشتر به خاطر کارگردانی نسخه سینمایی شیکاگو (۲۰۰۲) که بر اساس نمایشنامه‌ای به همین نام از مورین دالاس واتکینز، نمایشنامه‌نویس ساخته شده بود، شناخته می‌شود. کار او بر روی این فیلم، جایزه انجمن کارگردانان آمریکا را برای کارگردانی برجسته - فیلم بلند و همچنین نامزدی جایزه اسکار بهترین کارگردانی، جایزه گلدن گلوب بهترین کارگردانی و جایزه بفتای بهترین کارگردانی را به همراه داشت.

## زندگی شخصی
از سال ۲۰۰۷، مارشال با شریک زندگی خود، تهیه‌کننده جان دلوکا، در شهر نیویورک زندگی می‌کند. در سال ۲۰۰۴، آنها یک خانه تابستانی ۴ میلیون دلاری در نیویورک، بخشی از همپتنز خریدند.

## حرفه
راب مارشال فعالیت سینمایی‌اش را از سال ۱۹۹۵ از یک فیلم تلویزیونی به نام ویکتور/ ویکتوریا آغاز کرد. پس از موفقیت این فیلم وی چهار فیلم تلویزیونی دیگر نیز ساخت. در همین ساخته‌ها برای موفقیت فیلم آنی (۱۹۹۹) برنده جوایز امی شد.
در سال ۲۰۰۲ مارشال رسماً اولین فیلم بلند سینمایی‌اش را با نام  شیکاگو ساخت که در مجموع در ۱۳ رشته نامزد اسکار شد و ۶ تای آن را تصاحب کرد. از جمله بهترین فیلم سال را برای مارشال. وی با اولین فیلم خود به اسکار دریافت به شهرت رسید.
فیلم بعدی او اقتباسی بود از رمان معروفی به نام خاطرات یک گیشا که نامزد ۶ اسکار شد و توانست ۳ تای آن را برنده شود.
بعد از این دو فیلم اسکاری و موفق، او دوباره یک فیلم تلویزیونی ساخت که به تونی بنت معروف می‌پرداخت.
در سال ۲۰۰۹ وی فیلم ناین را ساخت. در این فیلم از ستاره‌هایی چون دنیل دی لوئیس استفاده کرده‌است که تمام بازیگران آن برنده جایزه اسکار شده‌اند.
در سال ۲۰۱۱ مارشال وظیفه ساخت قسمت چهارم سری فیلم‌های دزدان دریایی کارائیب با عنوان  بر امواج بیگانه را برعهده دارد که اولین فیلم اکشن او حساب می‌شود.

## فیلم‌شناسی
در این جدول فیلم‌های سینمایی وی درشت نوشته شده‌اند.
| سال تهیه | نام فیلم                              | تعداد نامزدی جوایز اسکار | تعداد جوایز تصاحب شده اسکار | یادداشت                                           |
| -------- | ------------------------------------- | ------------------------ | --------------------------- | ------------------------------------------------- |
| ۱۹۹۵     | ویکتور/ویکتوریا                       | -                        | -                           | فیلم تلویزیونی                                    |
| ۱۹۹۶     | خانم سانتا کلوس                       | -                        | -                           | فیلم تلویزیونی                                    |
| ۱۹۹۹     | موزیکال سیندرلا                       | -                        | -                           | فیلم تلویزیونی                                    |
| ۱۹۹۹     | آنی                                   | -                        | -                           | فیلم تلویزیونی                                    |
| ۲۰۰۲     | شیکاگو                                | ۱۳                       | ۶                           | نامزد جایزه اسکار و بفتا بهترین کارگردان سال ۲۰۰۲ |
| ۲۰۰۵     | خاطرات یک گیشا                        | ۶                        | ۳                           |                                                   |
| ۲۰۰۶     | تونی بلنت: یک کلاسیک آمریکایی         | -                        | -                           | فیلم تلویزیونی                                    |
| ۲۰۰۹     | ناین                                  | -                        | -                           |                                                   |
| ۲۰۱۱     | دزدان دریایی کارائیب: بر امواج بیگانه | -                        | -                           |                                                   |
| ۲۰۱۸     | بازگشت مری پاپینز                     | -                        | -                           |                                                   |
| ۲۰۲۳     | پری دریایی کوچولو                     | -                        | -                           |                                                   |